# نهر بيكر
نهر بيكر هو مجرى مائي طبيعي وهو أكبر أنهار تشيلي من حيث حجم المياه ينبع من بحيرة بيرتراند التي تغذيها بحيرة كاريرا العامة ، ويتدفق في اتجاه الجنوب في إقليم آيسن في منطقة باتاغونيا ، حتى يصب في المحيط الهادئ.

تبلغ مساحة حوضه 20.436 كيلومترًا مربعًا وتتقاسمه تشيلي والأرجنتين ، مما يشكل منطقة استثنائية بسبب التنوع والتفرد والجودة البيئية والأهمية الاجتماعية والإقليمية للأنظمة المائية التي تتكون منه .